# يوهان صموئيل كونينغ
يوهان صموئيل كونينغ (بالألمانية: Johann Samuel König)‏ هو رياضياتي ألماني، ولد في 31 يوليو 1712 في بودينغن في ألمانيا، وتوفي في 21 أغسطس 1757 في أوترختسه هوفلروخ في هولندا.